# Karymskoje-See
Der Karymskoje-See (russisch Кары́мское о́зеро) ist ein Kratersee auf der Kamtschatka-Halbinsel im äußersten Osten Russlands. Der See liegt nahe der Ostküste der Halbinsel, 115 km nordnordöstlich der Stadt Petropawlowsk-Kamtschatski.
Der See hat sich in den beiden Calderen Odnoboki und Akademija Nauk des Vulkans Akademija Nauk gebildet. Der annähernd kreisförmige See besitzt eine Längsausdehnung in Nord-Süd-Richtung von 4,1 km sowie in Ost-West-Richtung von 3,9 km. Der 613 m hoch gelegene und bis zu 80 m tiefe See wird von einem Calderarand umschlossen, der eine maximale Höhe von 1180 m erreicht. Im Norden wird der See von der Karmyskaja zur 27 km weiter östlich gelegenen Ostküste von Kamtschatka entwässert. Der 1536 m hohe Vulkankegel des Karymski befindet sich 5,3 km vom nördlichen Seeufer entfernt.

## Geschichte
Im Jahr 1976 wurde noch eine Süßwasserform des Rotlachses vom Kronozkoje-See zum damals noch ökologisch intakten Karymskoje-See umgesiedelt.
Am 2. Januar 1996 kam es im nördlichen Teil des Karymskoje-Sees zu einer Reihe starker Unterwasserexplosionen. Die anschließende Eruptionssäule erreichte eine Höhe von 8 km. Am nördlichen Seerand bildete sich eine Halbinsel, auf der sich ein Eruptionsschlot befindet. Während den Explosionen erhitzte sich die Wassertemperatur des ursprünglich eisbedeckten Sees bis auf 25 °C, der pH-Wert fiel von 7,5 auf 3,1–3,2. Die Mineralisierung stieg von 0,1 g/l auf 0,9 g/l. Bis April desselben Jahres nahm die Vulkantätigkeit ab.